# Hirsch Zoltán
Hirsch Zoltán, Zoli bohóc (Dombóvár, 1885. február 6. – Auschwitzi koncentrációs tábor, 1944?) magyar artista.

## Élete
Szegény, nagycsaládos zsidó kereskedő harmadik gyermekének született. Háromesztendős koráig egy speciális klinikán kezelték angolkór és az apró termete miatt; mindhiába. Később családjával Pécsre költözött. „Sokat bánkódtam kis termetem miatt, és sok keserűség volt a szívemben. De Pécsett játszott a híres Schmidt cirkusz.”
Törpe volt, a magyar cirkuszművészet egyik sztárja. Sok éven át a leghíresebb társulatokkal (Max Schumann cirkusz, Hat Senez, Tscholi csoport) járta a világot, és a legjobbnak számító helyeken lépett fel (londoni Olympia, Hippodrom, Queen's Theatre, Moulin Rouge, a szentpétervári Villa Rodeo).

Némafilmekben is szerepelt.
A zsidótörvények következtében 1942-től már nem léphetett fel sehol. Ekkor jelentette meg a Kis ember nagy élete c. memoárját saját kiadásában. Ebben kalandos életét, utazásait, fellépéseit eleveníti fel. Legnagyobb sikerének azt tartotta, amikor egy munkáslakásban haldokló kisgyereknek egy egész éjszaka komédiázott.
Tiltott könyvárusítás és a sárga csillag szabálytalan mérete miatt internálták. Mikor a szemére hányták, hogy miért viselt olyan icipici csillagot, azt felelte:
– Azt hittem, kérem, törpének kisebb csillag is elég.
Mind a mai napig megemlékeznek róla a cirkusz világán kívül is.

## Művei

### Könyv
- Zoli: Kis ember nagy élete. Önéletrajz; szerzői, Bp., 1942

### Filmjei[3]
- Ágyú és harang – 1915
- Jobbra én, balra te – 1918
- Mackó úr kalandjai – 1921
- Ludas Matyi – 1922
- Komédiás szívek – 1922
- A Két és fél jómadár – 1923
- Borcsa Amerikában – 1938

## Emlékezete
- Kerámiaportré a Dombóvári Pantheonban – Ivanich üzletház árkádjának falán Dombóváron – 2012[4]
- Gárdos Péter kisjátékfilmet készített az emlékére (Kis ember nagy élete, 1983).